# 五通站 (厦门市)
五通站（廈門話：/ŋɔ˥˥ tʰɔŋ˥˥/）位于中华人民共和国福建省厦门市湖里区，是厦门轨道交通2号线的地铁车站，于2019年12月25日开通运营。

## 车站结构
五通站为地下二层车站。车站地下一层为站厅层；地下二层为2号线站台层，岛式站台。
| 地面层   | 出入口                               | 出入口                          |
| 地下一层 | 站厅                                 | 票务服务、客服中心、进出站闸机  |
| 地下二层 | 西行                                 | 2 往天竺山方向 （兩岸金融中心） |
| 地下二层 | 岛式站台，列车运行方向左侧的车门开启 |                                 |
| 地下二层 | 東行                                 | 2 往五緣灣方向 （濕地公園）     |